# 145P/Шумейкеров — Леви
Комета Шумейкеров — Леви 5 (145P/Shoemaker-Levy) — короткопериодическая комета семейства Юпитера, которая была обнаружена 2 октября 1991 года американскими астрономами Кэролин и Юджин Шумейкер, а также Дэвидом Леви с помощью 0,46-м телескопа системы Шмидта Паломарской обсерватории. Она была описана как диффузный объект 16,5 m звёздной величины с центральной конденсацией. Комета обладает довольно коротким периодом обращения вокруг Солнца — чуть более 8,4 года.

Орбита кометы Шумейкеров — Леви 5 и её положение в Солнечной системе

## Сближения с планетами
В течение XX и XXI веков комета пять раз подходила к Юпитеру на расстоянии менее 1 а. е.
- 0,82 а. е. от Юпитера 12 января 1911 года;
- 0,37 а. е. от Юпитера 3 декабря 1933 года;
- 0,52 а. е. от Юпитера 11 декабря 2028 года;
- 0,82 а. е. от Юпитера 31 мая 2052 года;
- 0,90 а. е. от Юпитера 6 октября 2089 года.